# Хвилі де Бройля
Хвилі де Бройля — основний компонент корпускулярно-хвильового дуалізму Луї де Бройля, який у середині 20-х років 20-го століття запропонував аксіоматичну квантову теорію, яка лягла в основу хвильової механіки, зокрема рівняння Шредінгера.
Основна думка де Бройля полягає у розповсюдженні основних законів квантової теорії світла (вірніше випромінювання Планка — Ейнштейна) на рух матеріальних частинок певної маси.
З рухом будь-якої вільної частинки, яка має енергію {\displaystyle E} та імпульс {\displaystyle \mathbf {p} }, де Бройль зв'язує плоску хвилю
{\displaystyle \psi (\mathbf {r} ,t)=C\cdot e^{i(\omega t-\mathbf {k} \mathbf {r} )}}
де {\displaystyle \mathbf {r} } — радіус-вектор частинки, що вільно рухається, {\displaystyle t} — час. Частота цієї хвилі {\displaystyle \omega } та її хвильовий вектор {\displaystyle \mathbf {k} } зв'язані з енергією та імпульсом частинки такими ж рівняннями, що справедливі і для квантів світла, тобто:
{\displaystyle E=\hbar \omega ,\mathbf {p} =\hbar \mathbf {k} \ }.
Це і є основні рівняння де Бройля. На відміну від теорії квантів світла, де йшли від хвильової концепції до корпускулярної, тут все протікало навпаки — від корпускулярної — до хвильової. Тобто тут ми доповнюємо корпускулярну теорію елементами хвильової, шляхом введення частоти {\displaystyle \omega } та довжини хвилі {\displaystyle \lambda ={\frac {2\pi }{|\mathbf {k} |}}}, пов'язаних з рухом часток.
Підставляючи значення для {\displaystyle \omega } та {\displaystyle \mathbf {k} } у вираз для плоскої хвилі, отримуємо дещо змінений вираз для плоскої матеріальної хвилі, котра залежить від величини енергії {\displaystyle E} та імпульсу {\displaystyle p}:
{\displaystyle \psi (\mathbf {r} ,t)=C\cdot e^{i\left({\frac {Et}{h}}-{\frac {\mathbf {p} \mathbf {r} }{h}}\right)}}
Таку хвилю і називають хвилею де Бройля. Питання про природу цих матеріальних хвиль — не просте… На перший погляд може здатися, що рух матеріальних хвиль не може мати ніякого зв'язку з механічними законами руху часток. Проте це не так. Щоб переконатися в цьому досить розглянути властивості хвиль де Бройля. Заради спрощення розглянемо рух хвилі вздовж осі {\displaystyle OX} (одномірний випадок):
{\displaystyle \psi (x,t)=C\cdot e^{i(t\omega -kx)}}
Величина {\displaystyle t\omega -kx} являє собою фазу плоскої хвилі. Можна розглянути деяку точку {\displaystyle x}, де фаза має певне значення {\displaystyle \phi }. Координата цієї точки визначається із рівняння
{\displaystyle \phi =t\omega -kx\ },
звідки видно, що значення фази {\displaystyle \phi } буде з плином часу буде переміщуватися в просторі зі швидкістю {\displaystyle u}, яку можна отримати шляхом диференціювання попереднього рівняння по {\displaystyle t}:
{\displaystyle u={\frac {\omega }{k}}}.
Ця швидкість називається фазовою. Якщо ця швидкість залежить від {\displaystyle k}, а також і від довжини хвилі {\displaystyle \lambda } (так як {\displaystyle \lambda ={\frac {2\pi }{k}}}), то має місце дисперсія хвиль. На відміну від електромагнітних хвиль, для хвиль де Бройля дисперсія існує і в пустому просторі (вакуум). Ця властивість витікає із самого визначення основних рівнянь де Бройля. Дійсно, між енергією {\displaystyle E} та імпульсом {\displaystyle p} існує деякий зв'язок. Для швидкостей частки {\displaystyle v\ll c} ({\displaystyle c}- швидкість світла), тобто в області справедливості механіки Ньютона, енергія частки, що вільно рухається:
{\displaystyle E={\frac {p^{2}}{2m_{0}}}}
де {\displaystyle m_{0}}- маса частки. Підставляючи це значення {\displaystyle E} в основні рівняння де Бройля та виражаючи {\displaystyle p^{2}} через {\displaystyle k^{2}}, знаходимо:
{\displaystyle \omega ={\frac {h}{2m_{0}}}k^{2}}
і значить {\displaystyle u={\frac {\omega }{k}}} є функція від {\displaystyle k}.
Тепер можна перейти до встановлення зв'язку між рухом хвилі та частки. Для цього можна розглянути не строго монохроматичну хвилю, котра має певну частоту {\displaystyle \omega } та довжину хвилі {\displaystyle \lambda ={\frac {2\pi }{k}}}, а майже монохроматичну хвилю, яку будемо називати групою хвиль. Під групою хвиль будемо розуміти суперпозицію хвиль, які мало відрізняються одна від одною по довжині хвилі та напряму розповсюдження. Для простоти можна розглянути групу хвиль, що розповсюджується в напрямі {\displaystyle OX}. Згідно з даним визначенням групи можна записати для коливання {\displaystyle \psi (x,t)} такий вираз:
{\displaystyle \psi (x,t)=\int _{k_{0}-\Delta k}^{k_{0}+\Delta k}c(k)e^{i(t\omega -kx)}\,dk}
де {\displaystyle k_{0}={\frac {2\pi }{\lambda _{0}}}} є хвильове число, біля якого лежать хвильові числа хвиль, що утворюють групу ({\displaystyle \Delta k} припускається достатньо малим). Внаслідок того, що {\displaystyle \Delta k} мале, ми можемо розкласти частоту {\displaystyle \omega }, котра є функція від {\displaystyle k} по ступеням {\displaystyle k-k_{0}}. Тоді отримуємо:
{\displaystyle \omega =\omega _{0}+({\frac {d\omega }{dk}})_{0}(k-k_{0})+...}
{\displaystyle k=k_{0}+(k-k_{0})\ }.
Взявши {\displaystyle k-k_{0}} як нову змінну інтегрування {\displaystyle \xi } та вважаючи, що амплітуда {\displaystyle c(k)} є функція, що повільно змінюється з {\displaystyle k}, знаходимо, що {\displaystyle \psi (x,t)} може бути представлена у вигляді:
{\displaystyle \psi (x,t)=c(k_{0})e^{i(\omega _{0}t-k_{0}x)}\int _{-\Delta k}^{\Delta k}e^{i{\big [}({\frac {d\omega }{dk}})_{0}t-x{\big ]}\xi }\,d\xi }.
Виконуючи просте інтегрування по {\displaystyle \psi (x,t)}, знаходимо:
{\displaystyle \psi (x,t)=2c(k_{0}){\frac {\sin {{\big [}\left({\frac {d\omega }{dk}}\right)_{0}t-x{\big ]}\Delta k}}{{\big [}\left({\frac {d\omega }{dk}}\right)_{0}t-x{\big ]}}}e^{i(\omega _{0}t-k_{0}x)}=c(x,t)\cdot e^{i(\omega _{0}t-k_{0}x)}}
Враховуючи малість {\displaystyle \Delta k}, величина {\displaystyle c(x,t)} буде повільно змінюватися із зміною {\displaystyle t} та {\displaystyle x}. Тому {\displaystyle c(x,t)} можна розглядати як амплітуду майже монохроматичної хвилі, а {\displaystyle \omega t-k_{0}x} — як її фазу. Визначимо точку {\displaystyle x}, де амплітуда {\displaystyle c(x,t)} має максимум. Цю точку будемо називати центром групи хвиль. Очевидно, що даний максимум буде знаходитися в точці
{\displaystyle x=\left({\frac {d\omega }{dk}}\right)_{0}t}
Звідси випливає, що центр групи буде переміщуватися зі швидкістю {\displaystyle V}, яку можна знайти шляхом диференціювання попереднього рівняння по {\displaystyle t}, тобто:
{\displaystyle V=\left({\frac {d\omega }{dk}}\right)_{0}}
Цю швидкість назвемо «груповою швидкістю» (на відміну від швидкості фази, рівну {\displaystyle {\frac {\omega _{0}}{k_{0}}}}). Якби хвилі не мали дисперсії, то ми б мали тривіальний випадок {\displaystyle V=u}. У випадку хвиль де Бройля, враховуючи дисперсію, маємо {\displaystyle V\neq \;u}. Тому групова швидкість {\displaystyle V} тут буде:
{\displaystyle V={\frac {d\omega }{dk}}={\frac {hk}{m_{0}}}}
Проте, оскільки {\displaystyle hk=p}, а із іншого боку {\displaystyle p=m_{0}v}, де {\displaystyle v} — швидкість частки. Тому ми приходимо до важливого виводу:
{\displaystyle V=v\ };
що групова швидкість хвиль де Бройля рівна механічній швидкості частки
{\displaystyle v}.
Отримані вище співвідношення для одномірного простору, можуть бути легко розповсюджені на загальний випадок руху в тримірному просторі:
{\displaystyle V_{x}={\frac {\partial \omega \;}{\partial k_{x}\;}}={\frac {\partial E\;}{\partial p_{x}\;}}=v_{x}}
{\displaystyle V_{y}={\frac {\partial \omega \;}{\partial k_{y}\;}}={\frac {\partial E\;}{\partial p_{y}\;}}=v_{y}}
{\displaystyle V_{z}={\frac {\partial \omega \;}{\partial k_{z}\;}}={\frac {\partial E\;}{\partial p_{z}\;}}=v_{z}}
або у векторній формі:
{\displaystyle \mathbf {V} =\nabla \;_{k}\omega =\nabla \;_{p}E=\mathbf {v} }
Обчислимо для двох випадків довжину хвилі де Бройля. Оскільки
{\displaystyle \lambda ={\frac {2\pi }{k}}={\frac {2\pi h}{p}}}
тому у випадку малих швидкостей {\displaystyle v\ll \;c} із врахуванням {\displaystyle E={\frac {p^{2}}{2m_{0}}}}, будемо мати:
{\displaystyle \lambda ={\frac {2\pi h}{\sqrt {2m_{0}E}}}}
Ця формула дозволяє обчислення довжини хвилі {\displaystyle \lambda }, знаючи масу {\displaystyle m_{0}} та енергію частки {\displaystyle E}.
Можна використати цю формулу для електрона. В даному випадку при
{\displaystyle m_{0}=9\cdot 10^{-28}} г виражаючи енергію в {\displaystyle eV} (електрон- вольтах), покладемо {\displaystyle E=eV}, де {\displaystyle e}- заряд електрона, а {\displaystyle V} — різниця потенціалів, що прискорює електрон, яка вимірюється у вольтах:
{\displaystyle \lambda ={\sqrt {\frac {150}{V}}}} A
Для {\displaystyle V} = 1 еВ {\displaystyle \lambda } = 12,2 Ǻ, а для {\displaystyle V} = 10000 еВ {\displaystyle \lambda =} 0,122 Ǻ.